# Маријана Матеус
Маријана Матеус (дев. Чолић; Врбас, 27. септембар 1971) српска је предузетница и списатељица са седиштем у Лондону. Оснивач је и креативни директор компаније Лукс јуниформс, која је специјализована за пословне униформе корпоративног идентитета по мери и Андај, бренда луксузне одеће.

## Рани живот
Маријана Матеус (рођена Маријана Чолић у Србији) рано је развила љубав према моди. Као млада одрасла особа, живела је у Њујорку, где је дипломирала на Лубин школи бизниса 1999. године. Уписала је на Универзитет уметности у Лондону 2014. године.

## Каријера
Маријана је 1990. године основала фирму Обућа Метро, која је постала главни бренд обуће у Србији и водила компанију од 1990. до 1996. године као извршни директор. Свој први модни бутик Мој стил отворила је 2003. у Будимпешти, а други 2007. године у Салцбургу.
Маријана је одржала своју прву модну ревију током Недеље моде у Београду 2009. године. Године 2010. је представила своју прву линију купаћих костима. Креације су носиле такмичарке на националним такмичењима лепоте. Њена модна ревија Ја сам Маријана, одржана је у Хотелу Москва. Модна колекција Флора одржана је на главној сцени Српског народног позоришта у Новом Саду 2012. године.
Маријана је проширила своје пословање 2010. године и основала нови подухват под називом Лукс јуниформс специјализиран за прилагођене пословне униформе корпоративног идентитета. Касније је основала нови бренд луксузне одеће под називом Андај. Ово је првобитно дизајнирано за британско тржиште.
Њене креације често носе познате личности и ТВ личности, међу којима је и једна од најпознатијих певачица у региону Светлана Цеца Ражнатовић . Придружиле су јој се Милена Васић, Снежана Дакић, Сања Маринковић, Јелена Јовичић, Весна Дедић, Катарина Раденковић, Ксенија Мијатовић.

### Други послови и подухвати
Постала је лице Самсунг ТВ кампање са фудбалском темом 2006. Tакође је 27. априла 2010. објавила свој први роман Amouage.

## Лични живот
Маријана се удала за бизнисмена Миодрага Костића, 1990. године; добили су троје деце. Њен други муж је био немачки фудбалски тренер и бивши играч Лотар Матеус. Своје време проводи у Лондону, Будимпешти и Београду. Течно говори 5 језика: српски, енглески, италијански, мађарски и немачки.
Матеусова је позната по својим филантропским подухватима и редовно донира у добротворне сврхе.